# وصف مصر
وصف مصر (بالفرنسية: Description de l'Egypte) عبارة عن 20 مجلدًا بعنوان «وصف مصر أو مجموع الملاحظات والبحوث التي تمت في مصر خلال الحملة الفرنسية» تمت كتابتها وتجميعها إبان الحملة الفرنسية على مصر حيث اصطحب نابليون بونابرت معه فريقا من العلماء من مختلف التخصصات ليسجلوا ملاحظاتهم. بعد عودة الفريق إلى فرنسا قام وزير الداخلية الفرنسية آنذاك جان أنطوان شابتال وبالتحديد في 18 فبراير 1802 بتنظيم تشكيل لجنة من أعضاء فريق العلماء والملاحظين فتشكلت لجنة من ثمان أعضاء قامت بجمع ونشر كافة المواد العلمية الخاصة بالحملة والتي كانت عبارة عن 10 مجلدات للوحات، منها 74 لوحة بالألوان، وأطلس خرائط، وأخيرًا، 9 مجلدات للدراسات. وتسجل تلك المجلدات، سواء لجودة طباعتها، أو لجمال رسومها (حيث تصل أكبرها إلى 1 م × 0.81 م)، كأحد الأعمال التاريخية، في الفترة من 1809 حتى 1828.

## ملخص
تعاون ما يقرب من 160 عالمًا مدنيًا، معروفين بالعلماء، وكثير منهم من معهد فرنسا، على الوصف وتسجيل الملاحظات . وشكلوا معًا لجنة العلوم والفنون المصرية.حوالي ثلثهم أصبحوا فيما بعد أعضاءً في معهد مصر.
في أواخر أغسطس 1798، بناءً على أمر نابليون المعروف أيضًا باسم NP ، تأسس معهد مصر في قصر حسن كاشف في ضواحي القاهرة، برئاسة غاسبار مونج. استند هيكل المعهد على نموذج معهد فرنسا. يضم المعهد مكتبة ومعامل وورش عمل ومجموعات العلماء المصرية المختلفة. كانت الورشة ذات أهمية خاصة، حيث زودت الجيش والعلماء بالمعدات اللازمة. تم إنشاء العديد من الأدوات الجديدة، لتحل محل تلك المفقودة أثناء غرق الأسطول الفرنسي في أغسطس 1798 في خليج أبو قير (معركة النيل) وأعمال الشغب في القاهرة في أكتوبر 1798.
كان أحد أهداف المعهد هو نشر المعرفة. تحقيقا لهذه الغاية، نشر العلماء مجلة La Decade Egyptienne ، وكذلك صحيفة، Courier de L'Egypte ، التي نشرت معلومات عن الاحتلال الفرنسي وأنشطة الجيش الفرنسي، ولجنة العلوم والفنون د ' مصر والمعهد نفسه.
تم تصور رؤية مطبوعة واحدة شاملة تدمج كل ما اكتشفه الفرنسيون في مصر بالفعل في نوفمبر 1798، عندما تم تكليف جوزيف فورييه بمهمة توحيد التقارير من مختلف التخصصات لنشرها لاحقًا. عندما غادر الجيش الفرنسي مصر في عام 1801، أخذ العلماء معهم كميات كبيرة من الملاحظات والرسومات غير المنشورة ومجموعات متنوعة من القطع الأثرية الصغيرة التي يمكنهم تهريبها دون أن يلاحظها أحد بعد البريطانيين.
في فبراير 1802، بتحريض من جان أنطوان تشابتال، وزير الداخلية الفرنسي، وبموجب مرسوم صادر عن نابليون، تم إنشاء لجنة لإدارة إعداد كمية كبيرة من البيانات لإصدار واحد. سوف يستمد العمل النهائي البيانات من المجلة المنشورة بالفعل La Decade ، وصحيفة Courier de L'Égypte ، والمجلدات الأربعة Mémoires sur l'Égypte.(نُشرت في 1798-1801) ووفرة من الملاحظات والرسوم التوضيحية من مختلف العلماء والعلماء. يعني الحجم الهائل للمعلومات التي سيتم نشرها اعتماد طريقة عمل عشوائية على ما يبدو: عندما يكون عدد اللوحات أو النصوص الكافية حول موضوع معين جاهزًا، تم نشر المعلومات. على الرغم من ذلك، استغرق نشر الطبعة الأولى أكثر من 20 عامًا.
عُرضت المجلدات التجريبية الأولى للنقوش على نابليون في يناير 1808. نُشرت المجلدات المتتالية بأمر من الإمبراطور (نابليون لو غراند) في البداية، وكانت تُنشر بأمر من الملك، والأخيرة بأمر من الحكومة.
تم نشر الطبعة الثانية (المعروفة باسم طبعة بانكوك) من قبل Charles Louis Fleury Panckoucke . تم توسيع النص بأحجام أكثر وطباعته بتنسيق أصغر، وتم أخذ عمليات سحب جديدة من اللوحات، وتم ربطها بالعديد من اللوحات الكبيرة الحجم المطوية بأحجام أصغر.

## خلفية
في يوليو عام 1798 بدأت الحملة الفرنسية على مصر، وبدأت ترسو سفنها على شواطئ الإسكندرية. وبعد فترة لا تزيد على الخمسين يوما من دخولها مصر أسس نابليون بونابرت المجمع العلمي، معتمدا في تأسيسه على نحو 150 عالما فرنسيا وأكثر من 2000 متخصص من خيرة الفنانين والرسامين والتقنيين الذين رافقوه خلال أعوام 1798 – 1801، من كيميائيين وأطباء وفلكيين وعلماء آثار. أسهم هؤلاء جميعا في وضع أول مجموعة مجلدات دقيقة تضم 11 مجلدا من الصور واللوحات و9 مجلدات من النصوص من بينها مجلد خاص بالأطالس والخرائط. قام هؤلاء العلماء بعمل مضن غطى كل أركان القطر المصري من شماله إلى جنوبه خلال سنوات وجودهم في مصر. كما قاموا برصد وتسجيل كل مناحي الحياة آنذاك وكل ما يتعلق بالحضارة المصرية القديمة ليخرجوا إلى العالم 20 مجلدا لكتاب وصف مصر، الذي يعتبر أكبر وأشمل موسوعة للأراضي والآثار المصرية، كونها أكبر مخطوطة يدوية مكتوبة ومرسومة برسوم توضيحية. كما تشتمل هذه المجموعة على صور ولوحات لأوجه نشاط المصري القديم وأيام الحملة نفسها بالإضافة إلى التاريخ الطبيعي المصري وتوثيق كل مظاهر الحياة والكنوز التاريخية والفنية والدينية المصرية وتسجيل جميع جوانب الحياة النباتية والحيوانية والثروة المعدنية آنذاك. وقد نشر هذا الكتاب الضخم بين عامي 1809 و1829.

## تأسيس المجمع العلمي
اختار نابليون لعلمائه بعد أن استقر في القاهرة بيت السناري ومجموعة من البيوت المجاورة ليكون مكانا للمجمع العلمي، حيث ذكر الدكتور خالد عزب المشرف على مشروع ذاكرة مصر المعاصرة أن مجلة «الهلال» نشرت بتاريخ الأول من مايو (أيار) 1925 خبرا يشير إلى أن الفرنسيين اتخذوا من منزل إبراهيم كتخدا السناري سكنا لمجموعة من «الرسامين والفنانين من أعضاء البعثة العلمية التي جاءت برفقة الجيش الفرنسي عام 1798». وعقب جلاء الحملة أدخلت لجنة الآثار العربية «بيت السناري» في عداد الآثار وأجرته بقيمة اسمية «لشارل جالياردو بك» فأنشأ فيه متحفا ومكتبة أطلق عليها اسم «متحف ومكتبة بونابرت». يقع هذا المنزل حاليا في حي الناصرية بالسيدة زينب في نهاية حارة مغلقة.
كان عدد أعضاء المجمع العلمي المصري في بدايته 12 عضوا. كما تم تقسيمه إلى أربعة أقسام، هي الرياضيات، والعلوم الطبيعية، والاقتصاد، والآداب والفنون. وكان مقر المجمع عند تأسيسه مجموعة من بيوت المماليك في الناصرية بالسيدة زينب فيما كان يعرف بتل العقارب، واتخذ من بيوت بعض المماليك مقرا له، كان أشهر هذه البيوت بيت إبراهيم كتخدا السناري، المعروف ببيت السناري، وبيت ذي الفقار بك، وكان أهمها بيت السناري، الذي كان مقرا للرسامين.
قوبل المجمع في بداية عمله بدعاوى التحريم والتكفير من غالبية علماء الدين لكن بعض علماء الأزهر أعجبوا به كثيرا وكانوا يترددون عليه مثل الشيخ العطار الرياضي المصري المعروف والشيخ رفاعة الطهطاوي وكان العطار أحد الذين شجعوه على السفر إلى باريس للبعثة العلمية.
في عام 1801 خرج الفرنسيون من مصر. وفي عام 1842 تم إنشاء الجمعية الأدبية المصرية برعاية القنصل البريطاني آنذاك والعالم الفرنسي بريس دافين. لكن في عام 1856 أعاد الخديوي سعيد تأسيس المجمع العلمي المصري في الإسكندرية. وفي 1880 عاد المجمع العلمي المصري مرة أخرى إلى القاهرة. وأعيد تقسيمه في 1914 مرة أخرى إلى أقسام الآداب والفنون الجميلة، والآثار، والعلوم الفلسفية والسياسية، والعلوم الطبيعية، والرياضيات، والطب والزراعة والتاريخ الطبيعي. ومع ثورة يوليو 1952 تم نقل تبعية المجمع إلى وزارة الشؤون الاجتماعية كما تم سحب الوقف الذي كان مخصصا للمجمع والجمعية الجغرافية. وفي 17 ديسمبر 2011 أحرق المجمع العلمي المصري أثناء اشتباكات بين الثوار وقوات الأمن أثناء ثورة 25 يناير 2011.

## وصف

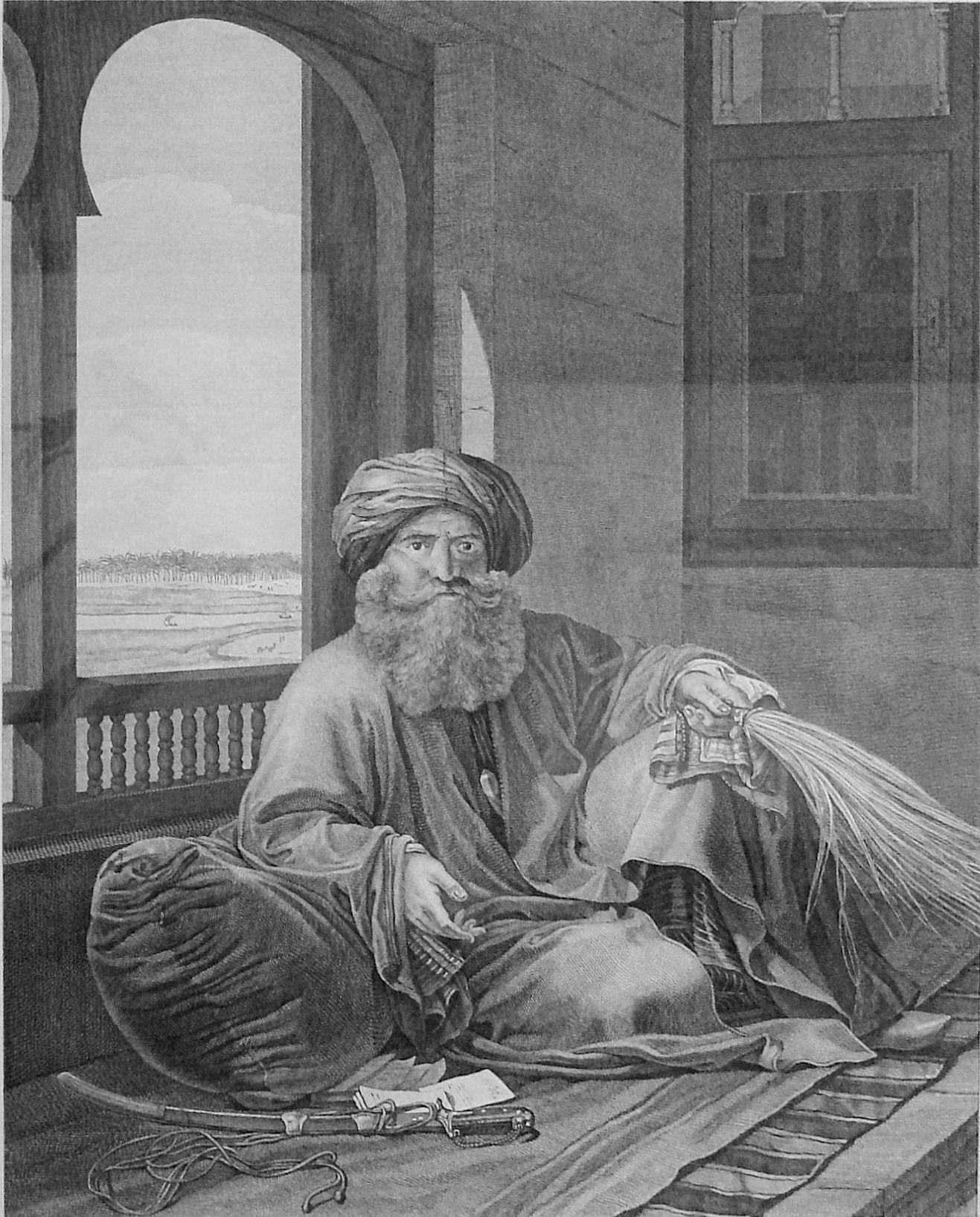
مراد بك من كتاب وصف مصر عام 1809

نوعية الطباعة للنصوص، وجمال النقوش والأشكال غير العادية (للMammutfolio هو 1m س 0.81 م) يجعل كتاب وصف مصر وهو عمل استثنائي.
- الطبعة الأولى عادة ما تتألف من تسعة مجلدات من النص، ومجلد واحد مع وصف لوحات وإحجام عشر لوحات. مجلدين إضافيين في حجم ماموت (وتسمى أيضا لوحات الفيل) وأخيرا مجلد واحد لوحات خرائط (أطلس)، مما يجعل ال23 مجلدا في كل شيء المتغيرات في عدد من وحدات التخزين غير موجود.
- الطبعة الثانية وعادة ما تتألف من 37 مجلدا، مع 24 مجلدات في 2006 كتب (18 الحجم هو حجم الانقسام في ثلاثة كتب) من النص، وعدد 10 وحدة التخزين هو وصف لوحات وإحجام عشر لوحات، زائد واحد حجم الخرائط. وقدمت الطبعة الثانية بتكلفة أقل، ويتم تقديمها بالأبيض والأسود، واجهة المبنى، ولكن في كامل اللون (على العكس تماما من الطبعة الأولى، في واجهة المبنى الذي هو أبيض وأسود والباقي هو اللون).

وحدات التخزين عشر لوحات يتكون من 894 لوحات، مصنوعة من أكثر من 3000 رسومات، ومعظمهم موجود في الحجم هو طبيعيا في التاريخ الأول والثاني. بعض هذه اللوحات تحتوي على أكثر من 100 فرد من النقوش النباتية أو الحيوانية على لوحة واحدة من لوحات هي من ناحية اللون بلاتس 909 الخيارين من العمل قد تحتوي على بعض لوحات قليلة؛ سبيل المثال برنارد ج.شابرو قائمة الكتب النادرة وبلغ حجم التداول 38 الطبعة الثانية مع 909 لوحات.
وكانت لوحات نشرها جزئيا أو كليا إذا يعمل مختلفة، وأبرز من قبل شركة محدودة [تسكهن] منذ عام 1995، والتي هي استنساخ كاملة من وحدات التخزين 10 من لوحات، وإن لم يكن لوحات 52 من حجم الأطلس.

## التأثير

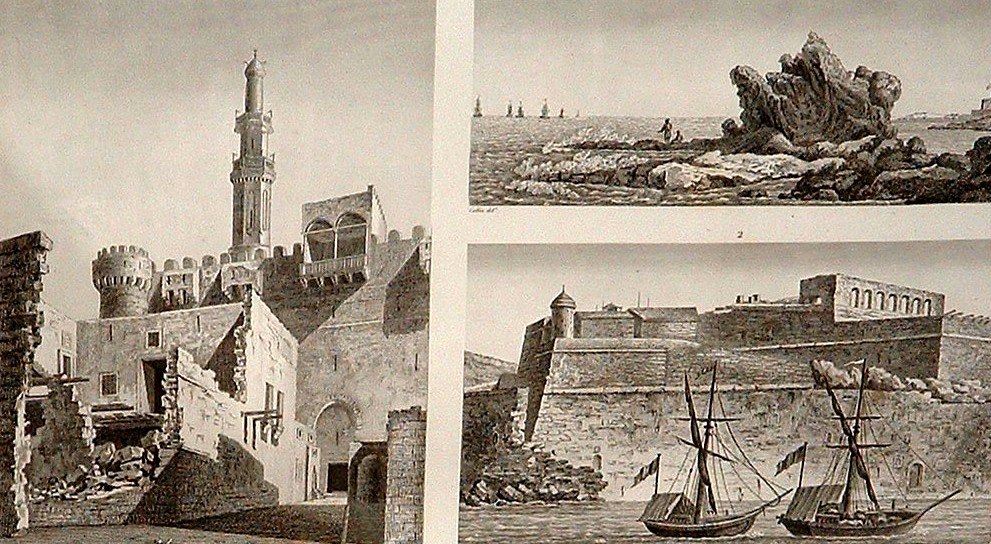
لوحة 87, "مناظر لقلعة قايتباي وصخرة الماس، نشرت في Panckoucke edition 1821-9

تأثير هذا العمل في مجال علم المصريات، في كل بلد من البلاد التي تم إرسالها، من الصعب قياس وفي الوقت نفسه، ودراسات محددة للعمل وقد تم استقبال لبلد مكتوب في حين إنجاز ضخم واحد المشار إليه في كثير من الأحيان في المنشورات الرئيسية المتعلقة مصر وتاريخها، والعمل من القيود وسرعان ما أصبحت واضحة.
المفهوم العام وغالبا ما تتكرر فكرة أن هذا هو عمل فريدة من نوعها لم يسبق لها مثيل وغير دقيقة. وهناك العديد من الأعمال من القرن 18 والقرن 17 حتى أن تفعل الكثير في نفس كتاب وصف مصر، على أصغر النطاق. يعمل مثل جون غريفز، Pyramidographia (1646)، برنارد دي Montfaucon ق '، 10 حجم L' Antiquite expliquee آخرون representee أون الأرقام (1719-1724)، الذي يستنسخ، مجمعة بشكل منهجي، وجميع الآثار القديمة، وخصص مبلغ ملحوظا المصرية الأشياء، وبونوا دو مالييت، كتاب وصف مصر (1735)، ريتشارد بوكوك، وصف الشرق وبعض الدول الأخرى (1743)، فريدريك لويس بلدان الشمال، رحلة d' Égypte آخرون دي Nubie (1755) وكارستن نيبور ق ' تأثير كبير اثنين حجم فون Arabien اوند (1774 و 1778)، يمكن اعتبار مصغرة كتاب وصف مصر الخاصة في حقهم، والقراءة والكتابة التصويرية وتأثيرها قد يكون في الواقع أكبر من كتاب وصف مصر، كما قفوا بالتزكية ودون تصحيح في كثير من الأحيان لسنوات عديدة أخرى.

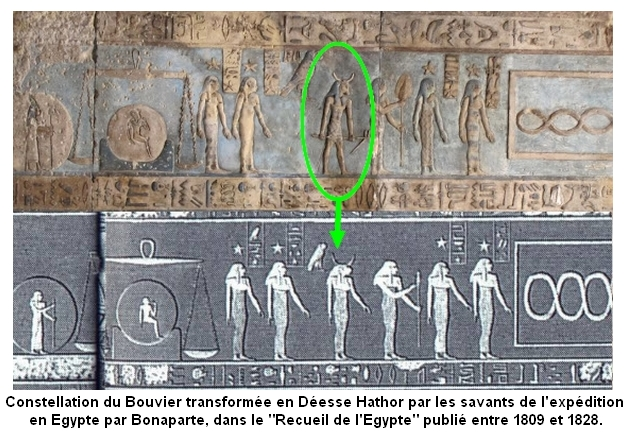
اختلاف بعض الرسومات عن الحقيقة.

لوقت طويل جدا استغرق العمل لنشر هذا يعني أن جزءا كبيرا منه، على الأقل على النص، على الرغم من قرب encyclopaediac في الطبيعة، وسرعان ما عفا عليها الزمن مرة واحدة وصلت في أيدي المهتمين في هذه المسائل. وهذا لم يكن ملحوظا لوصف مصر الحديثة في العمل، ولكن لوصف مصر القديمة كان. كتب النص من دون معرفة كيفية قراءة الهيروغليفية، والعمل الذي يمثل كبرى عمل آخر لتكون مكتوبة قبل فك الرموز والكتابة الهيروغليفية، التي ستصبح متاحة ببطء، كما أن كميات كبيرة من أول النص وسع من الطبعة الثانية، وطبعت. جذر للاطلاع على نص تم العثور على 20 عاما في وقت سابق، وليس فقط لم يحدث كثيرا في تلك السنوات ال 20، ولكن في وقت قريب، جان فرانسوا شامبليون وجدت طريقة لقراءة الكتابة الهيروغليفية (ساعد إلى حد كبير من قبل توماس يونغ 'ق العمل الأولي). على الرغم من شامبليون في Grammaire égyptienne نشرت بعد وفاته في 1836، وكان، لا تحظى بقبول واسع حتى سنوات في وقت لاحق، نص كتاب وصف مصر من شأنه، في عقد أو عقدين، عفا عليها الزمن إلى حد كبير.
وثمة جانب آخر هو إمكانية الحصول عليها. انخفاض عدد النسخ التي (~ 1000)، ارتفاع سعره، وجعل حجمها المادي كبير جدا في العمل فقط للوصول إلى النخبة عمليا للغاية للمجتمع في ذلك الوقت وحتى اليوم، العثور على نسخة كاملة (نص ورسومات) ليست سهلة. فقط المكتبات الكبرى أو مكتبات الدولة هي في حوزة من هذا القبيل واستنساخ كاملة أو الترجمة إلى اللغات الأخرى وإلى أفضل المعارف، لم ينجز.
كل هذا ينبغي أن ينظر في تناقض صارخ مع كارل ريتشارد Lepsius ق '12 حجم تحفة Denkmaeler أسترالي Aegypten اوند Aethiopien (1849-1859)، والتي حتى يومنا هذا ونقلت مرارا وتكرارا على حد سواء، ومصدر السلطة في المسائل القديمة المصرية المختلفة، وتعتبر أقرب موثوقة منشورات عن مجموعة كبيرة من الآثار.

## تقارير كاذبة في إتلاف الأصول
تم الإبلاغ بشكل غير صحيح عن تدمير المخطوطة الأصلية لوصف مصر في حريق في المعهد المصري (المعهد العلمي المصري) في 17 ديسمبر 2011، أثناء اشتباكات بين المتظاهرين والجيش. في الواقع، احتوت مجموعة المبنى المحترق على مجموعة من الإصدار الأول من 23 مجلدًا، والتي تم حفظها دون ضرر لا يمكن إصلاحه. علاوة على ذلك، وفقًا لبيان صادر عن وزير الثقافة المصري، بقيت مجموعتان كاملتان على الأقل من نفس النسخة الأصلية في مصر.  توجد غالبية مواد المخطوطة الأصلية للوصف في الأرشيف الوطني والمكتبة الوطنية في باريس.

## الطبعات

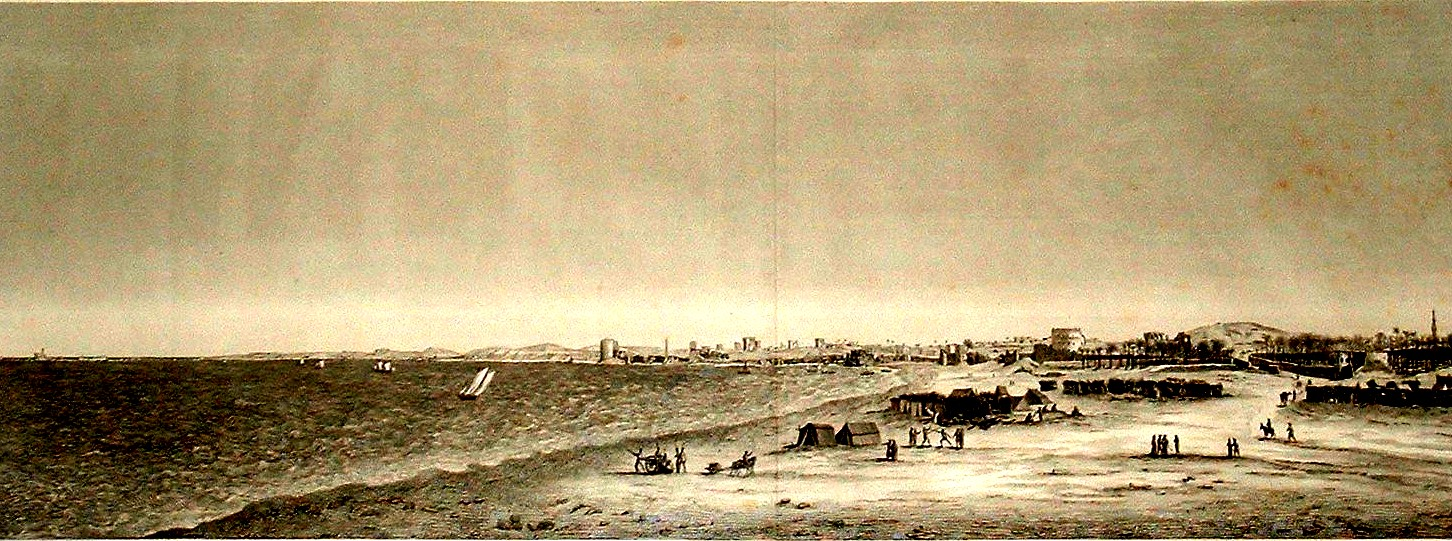
منظر من الإسكندرية في عام 1809.

يبدو أن هناك العديد من المتغيرات لهذه الإصدارات، خاصة الإصدار الأول، الذي يحتوي على مجلد إضافي واحد أو أكثر. على سبيل المثال، مكتبة Lauinger معرض (مكتبة جامعة جورجتاون)، نوفمبر 2000 - يناير 2001، والقوائم نسخة من الطبعة الأولى قدمت إلى برناردينو دروفيتي، القنصل العام الفرنسي في مصر 1802-1814 و1821-1826، وجود 29 مجلدا بينما تحتوي الطبعة الأولى «القياسية» على 23 (20 زائد 3 Mammutfolio).
غالبًا ما تكون التواريخ الواردة في صفحات العنوان أقدم بكثير من تاريخ النشر الفعلي. على سبيل المثال، يحتوي الكتاب الثامن ، المجلد الأول (التاريخ الطبيعي) من الطبعة الأولى على 1809 على صفحة العنوان ، ولكن تاريخ نشره المقبول هو 1826.  لم يُطبع المجلد الجغرافي (الذي يحتوي على خرائط) قبل عام 1828، على الرغم من تم تأريخ المجلدات في 1818 و 1826 على التوالي.

### الطبعة الأولى (الطبعة الإمبراطورية)

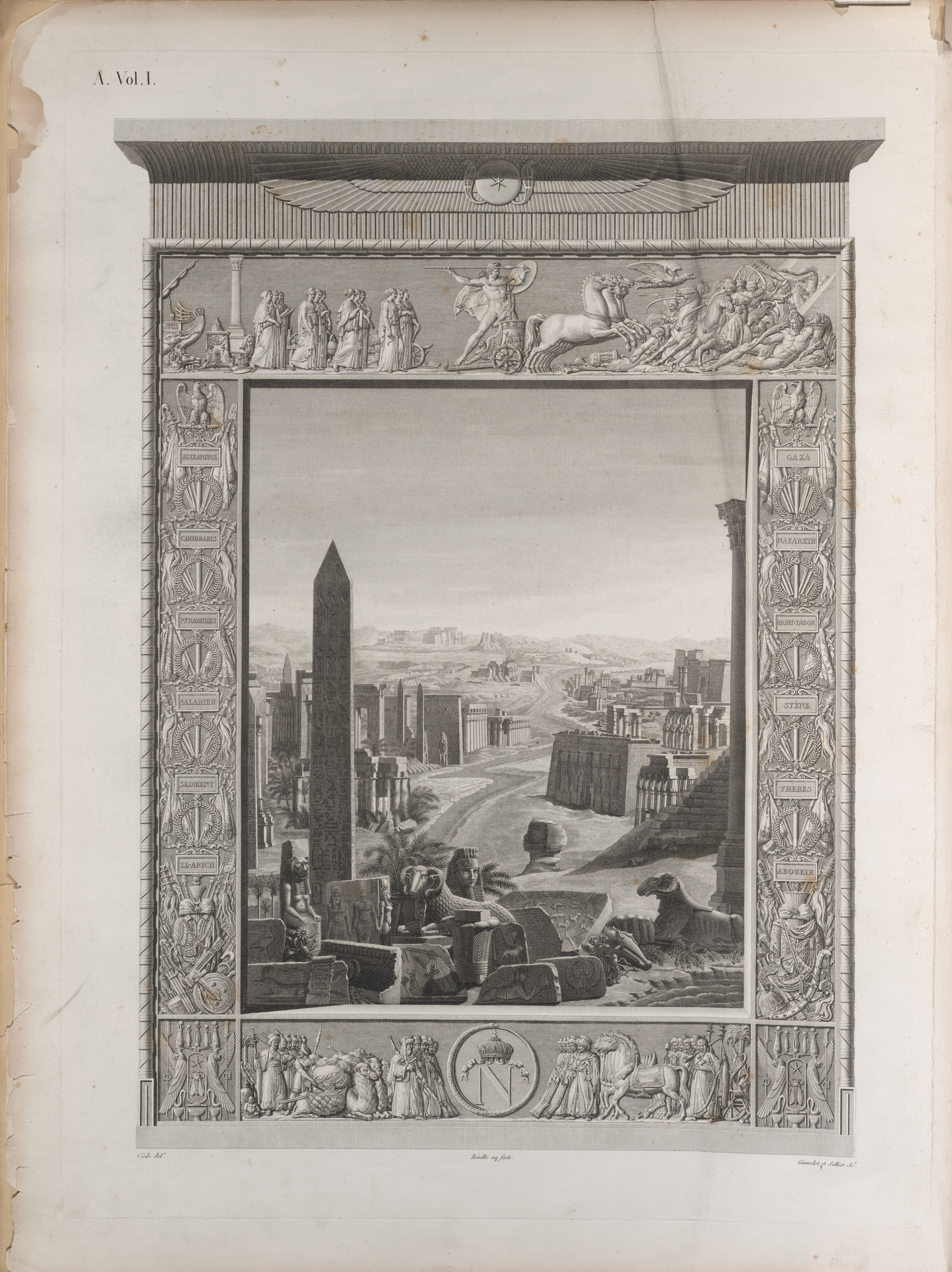
واجهة الطبعة الأولى

- كتاب 01 (1809)، المجلد الأول - الآثار والأوصاف.
- كتاب 02 (1818)، المجلد الثاني - الآثار ، الأوصاف.
- الكتاب 03 (1809)، المجلد الأول - الآثار ، مذكرات.
- كتاب 04 (1818)، المجلد الثاني - الآثار ، مذكرات.
- الكتاب 05 (1809)، المجلد الأول - Etat Moderne.
- الكتاب 06 (1822)، المجلد الثاني - Etat Moderne.
- الكتاب 07 (1822)، المجلد الثاني - Etat Moderne (2´ Partie).
- كتاب 08 (1809)، المجلد الأول - Histoire Naturelle.
- الكتاب 09 (1813)، المجلد الثاني - Histoire Naturelle.
- الكتاب 10 (18xx)، المجلد الأول - مقدمة وشرح الكواكب.
- الكتاب 11 (1809)، المجلد الأول - بلانشس: أنتيكيتيس.
- الكتاب 12 (18xx)، المجلد الثاني - Planches: Antiquités.
- الكتاب 13 (18xx)، المجلد الثالث - Planches: Antiquités.
- الكتاب 14 (18xx)، المجلد الرابع - Planches: Antiquités.
- الكتاب 15 (1822)، المجلد الخامس - بلانشس: أنتيكيتيس.
- الكتاب 16 (1809)، المجلد الأول - بلانشز: Etat Moderne.
- الكتاب 17 (1817)، المجلد الثاني - بلانشز: Etat Moderne.
- الكتاب 18 (1809)، المجلد الأول - بلانش: Histoire Naturelle.
- الكتاب 19 (1809)، المجلد الثاني - بلانش: Histoire Naturelle.
- الكتاب 20 (1809)، المجلد IIbis - Planches: Histoire Naturelle.
- الكتاب 21 (18xx)، المجلد الأول - Planches: Antiquités. ("Mammutfolio")
- الكتاب 22 (18xx)، المجلد الأول - بلانش: Etat Moderne. ("Mammutfolio")
- كتاب 23 (1818)، المجلد الأول - بلانش: كارت جيوغرافيك وآخرون طوبوغرافيك. ("Mammutfolio")

### الطبعة الثانية (طبعة بانكوك)

واجهة الطبعة الثانية

- كتاب 01 (1821)، المجلد الأول - أوصاف Tome Premier Antiquités.
- كتاب 02 (1821)، المجلد الثاني - أوصاف Tome Deuxième Antiquités.
- الكتاب 03 (1821)، المجلد الثالث - أوصاف Tome Troisième Antiquités.
- كتاب 04 (1822)، المجلد الرابع - أوصاف Tome Quatrième Antiquités.
- كتاب 05 (1829)، المجلد الخامس - أوصاف Tome Cinquième Antiquités.
- كتاب 06 (1822)، المجلد السادس - Tome Sixième Antiquités-Mémoires.
- الكتاب 07 (1822)، المجلد السابع - Tome Septième Antiquités-Mémoires.
- كتاب 08 (1822)، المجلد الثامن - Tome Huitième Antiquités-Mémoires.
- كتاب 09 (1829)، المجلد التاسع - Tome Neuvième Antiquités-Mémoires et Descriptions.
- الكتاب 10 (1823)، المجلد العاشر - شرح Des Planches ، D'Antiquités.
- الكتاب 11 (1822)، المجلد الحادي عشر - Tome Onzième Etat Moderne.
- الكتاب 12 (1822)، المجلد الثاني عشر - Tome Douzième Etat Moderne.
- كتاب 13 (1823)، المجلد الثالث عشر - Tome Treizième Etat Moderne.
- كتاب 14 (1826)، المجلد الرابع عشر - Tome Quatorzième Etat Moderne.
- الكتاب 15 (1826)، المجلد الخامس عشر - Tome Quinzième Etat Moderne.
- الكتاب 16 (1825)، المجلد السادس عشر - Tome Seizième Etat Moderne.
- الكتاب 17 (1824)، المجلد السابع عشر - Tome Dix-Septième Etat Moderne.
- كتاب 18 (1826)، المجلد الثامن عشر - Tome Dix-Huitième Etat Moderne.
- كتاب 19 (1829)، المجلد الثامن عشر - Tome Dix-Huitième (2´ Partie) Etat Moderne.
- الكتاب 20 (1830)، المجلد الثامن عشر - Tome Dix-Huitième (3´ Partie) Etat Moderne.
- كتاب 21 (1824)، المجلد التاسع عشر - Tome Dix-Neuvième Histoire Naturelle، Botanique-Météorologie.
- كتاب 22 (1825)، المجلد XX - Tome Vingtième Histoire Naturelle.
- كتاب 23 (1826)، المجلد الحادي والعشرون - Tome Vingt-Unième Histoire Naturelle ، Minieralogie - Zoologie.
- كتاب 24 (1827)، المجلد الثاني والعشرون - Tome Vingt-Deuxième Histoire Naturelle، Zoologie. Animaux Invertébrés (جناح).
- كتاب 25 (1828)، المجلد الثالث والعشرون - Tome Vingt-Troisième Histoire Naturelle، Zoologie. Animaux Invertébrés (جناح). Animaux Venteures.
- كتاب 26 (1829)، المجلد XXIV - Tome Vingt-Quatrième Histoire Naturelle، Zoologie.
- كتاب 27 (1820)، المجلد الأول - بلانشس: أنتيكيتيس.
- كتاب 28 (182x)، المجلد الثاني - بلانشس: أنتيكويتيس.
- كتاب 29 (182x)، المجلد الثالث - بلانشس: أنتيكيتيس.
- كتاب 30 (182x)، المجلد الرابع - Planches: Antiquités.
- كتاب 31 (1823)، المجلد الخامس - بلانشس: أنتيكيتيس.
- كتاب 32 (1822)، المجلد الأول - بلانش: Etat Moderne.
- كتاب 33 (1823)، المجلد الثاني - بلانش: Etat Moderne.
- الكتاب 34 (1826)، المجلد الأول - بلانش: هيستوار ناتوريل.
- كتاب 35 (1826)، المجلد الثاني - بلانش: هيستوار ناتوريل.
- الكتاب 36 (1826)، المجلد IIbis - Planches: Histoire Naturelle.
- كتاب 37 (1826)، المجلد الأول - بلانش: أطلس جيوغرافيك

## الانتقادات
تم تطوير تلك الدراسات بدون الاعتماد على معرفة مسبقة بالهيروغليفية، مما يؤثر على دقة الكتابة الهيروغليفية وتفسيرها.

## انظر ايضاً
آدم فرانسوا جومار (بالفرنسية: Edme François Jomard)‏(1777–سبتمبر 22, 1862) كان رسام الخرائط الفرنسي، ومهندس الآثار وكان محررا لكتاب وصف مصر وكان عضوا في معهد كوت ايجيبت الذي أنشأه نابليون. أشرف على البعثة التربوية والثقافية التي أرسلت من فرنسا إلى مصر من قبل محمد علي والي مصر.نشر المعالم السياحية الضخمة وصف مصر (وصف مصر) صدر مرسوم من قبل نابليون بونابرت في عام 1802، وكان هذا المعلم الضخم البارز على علم المصريات ثمرة جهد وتعاون 150 من العلماء وعلماء الفرنسية البارزين و2،000 من الرسامين والفنانين. ذلك ما هو مدون بسجل نابليون بونابرت لجنة العلوم والفنون التي رافقت الحملة الفرنسية على مصر وسوريا (1798-1801)."

## صور من الكتاب

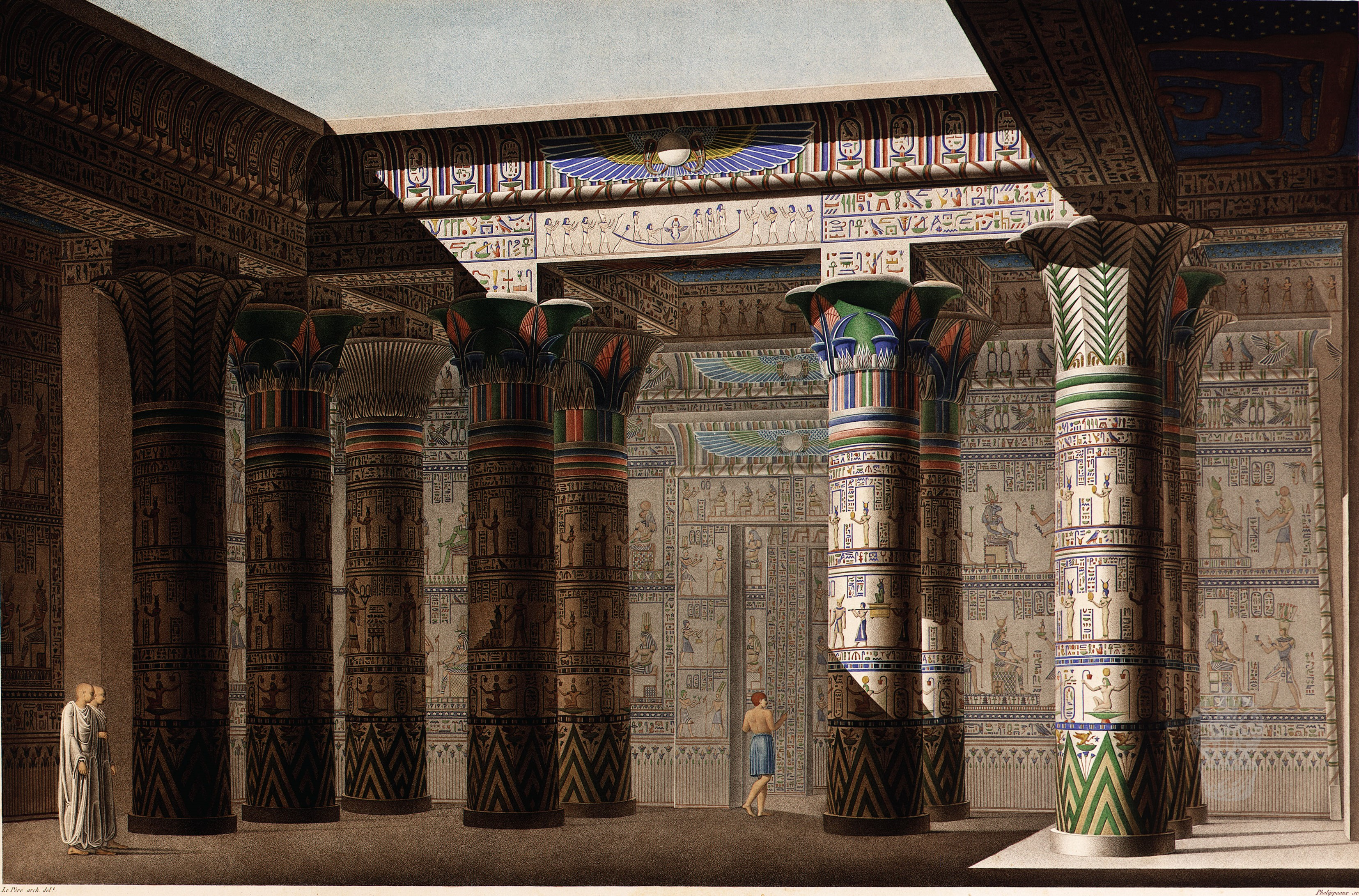
من معبد فيلة
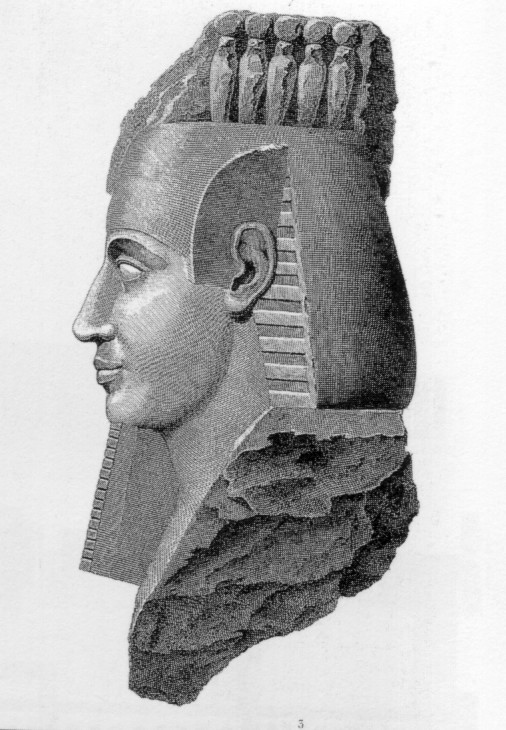
رأس أحد الفراعنة من الأقصر
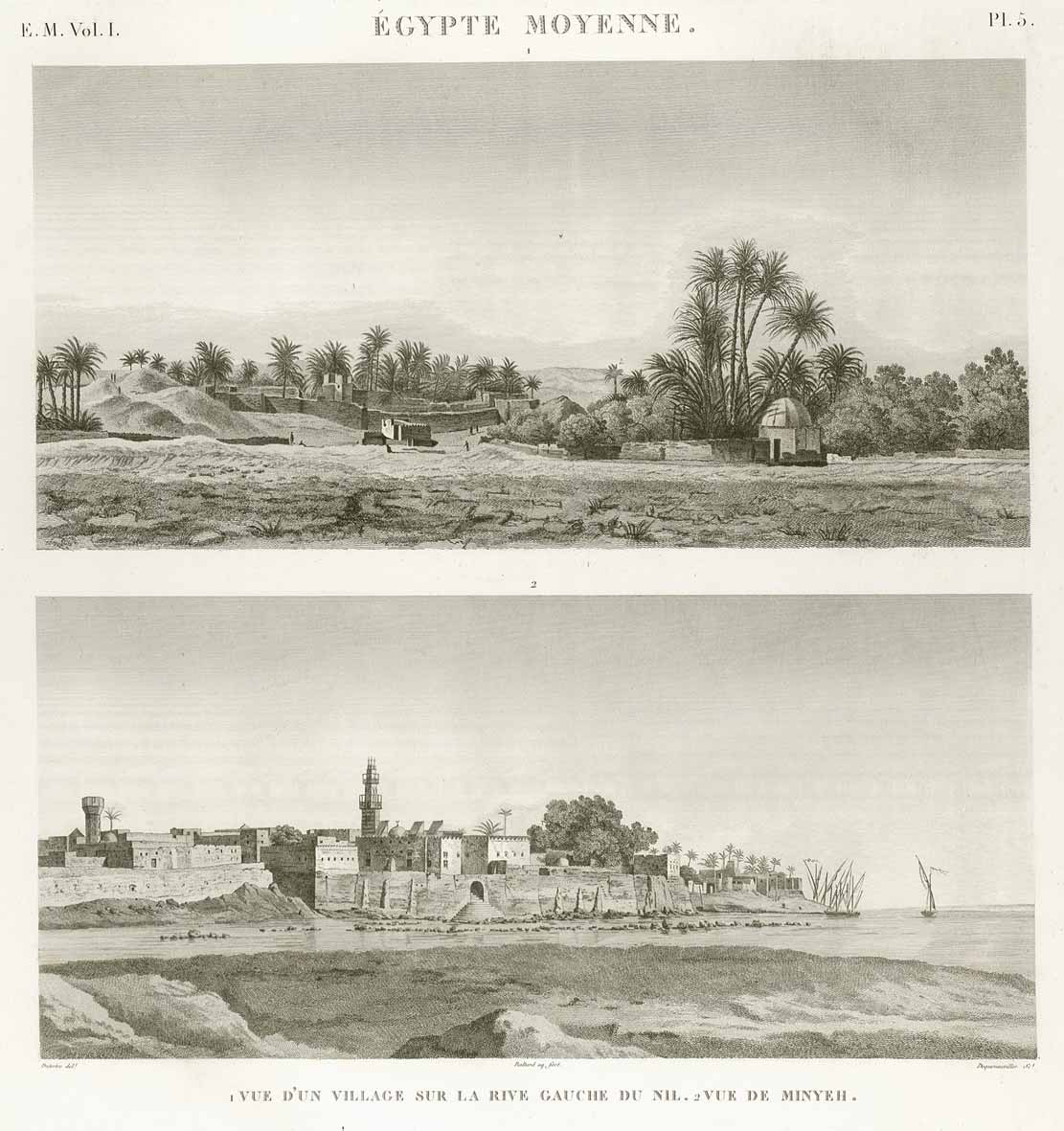
قرية على النيل
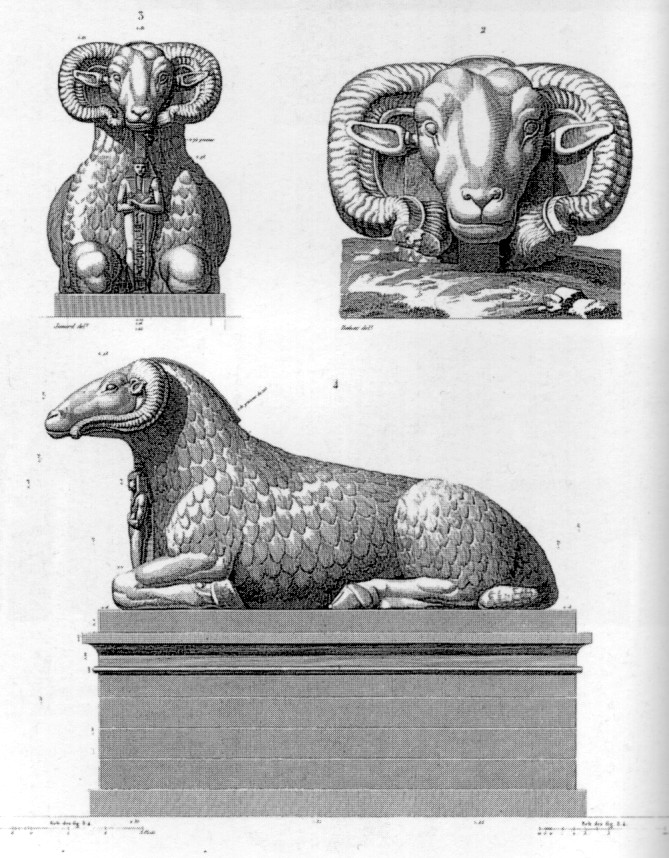
تماثيل من معبد الكرنك
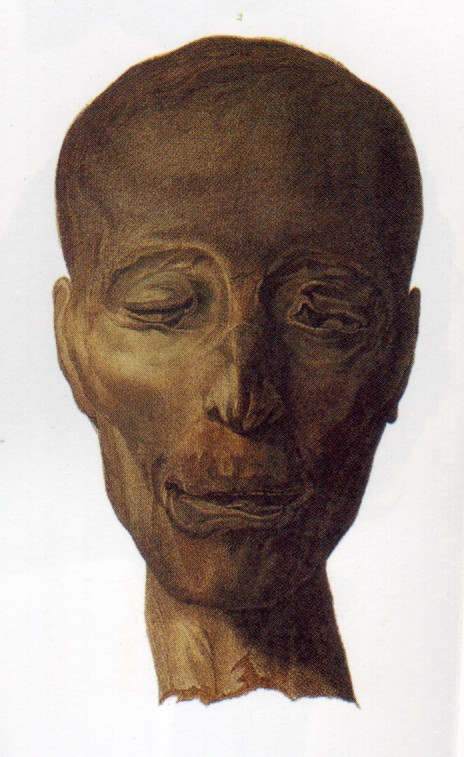
رأس مومياء من طيبة (الأقصر)
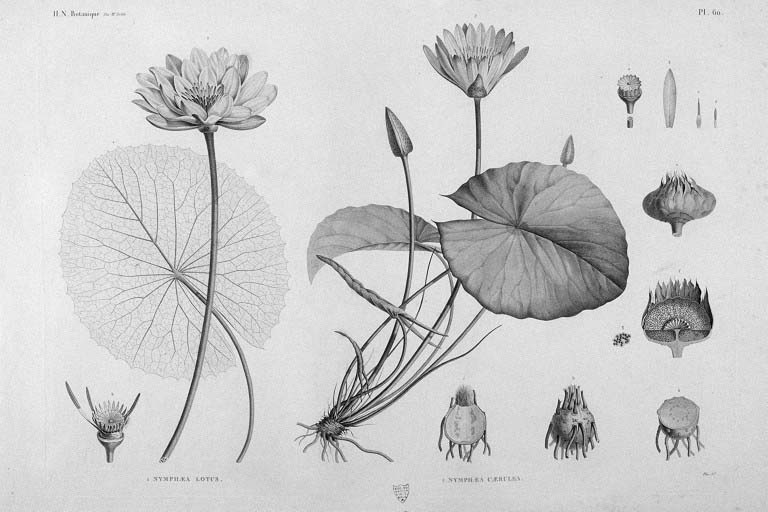
زهرة اللوتس
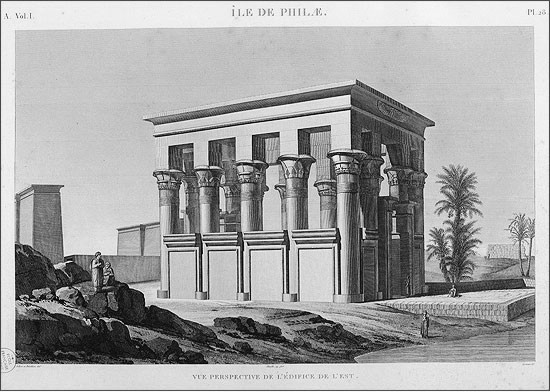
معبد جزيرة فيلة

## وصلات خارجية
- Les planches en haute définition publiées par le Centre de recherche en informatique de l'École des Mines de Paris
- كتاب وصف مصر كاملا علي وب بعد رقمنته
- Présentation de la المكتبة الرقمية العالمية de Description de l'Égypte, ou, Recueil des observations et des recherches qui ont été faites en Égypte pendant l'expédition de l'armée française. Antiquités. مكتبة الإسكندرية الجديدة. Une étude approfondie de l'archéologie de l'Égypte, la topographie et l'histoire naturelle. « Edition Royale » 1821-29.
- BA (Bibliotheca Alexandrina), l'ouvrage numérisé et consultable en intégralité, avec moteur de recherche
- Gallica (Bibliothèque nationale de France), les 24 volumes, texte de la deuxième edition
- Un article sur la Description de l'Égypte par la Conservatrice de la Bibliothèque de l'École des Mines de Paris.
- Le site de l'association Harpocrate qui publie le DVD-Rom de la description de l'Égypte
- Édition-originale.com, Site de gravures anciennes présentant une sélection de planches de l'Édition Impériale.
- Gallica (Bibliothèque nationale de France)

## كتب
- Description de l'Égypte ou Recueil des observations et des recherches qui ont été faites en Égypte pendant l'expédition de l'armée française, Paris, Imprimerie impériale (puis royale), 1809-1822. 9 volumes in-folio de texte, 11 volumes grand in-folio dont 10 de planches et 1 de texte, 3 volumes in-plano de planches.
- L'expédition d'Égypte : 1798-1801, sous la direction d'Henry Laurens, Paris, A. Colin, 1989.
- Paul-Marie Grinevald, "La Description de l'Égypte, trente ans de travaux 1798-1802-1829", dans Du haut de ces pyramides... L'expédition d'Égypte et la naissance de l'égyptologie (1798-1850), catalogue de l'exposition La Roche-sur-Yon, 14 décembre 2013-22 mars 2014, Lyon, Fage éditions, 2013, p. 79-93, ill.
- Paul-Marie Grinevald, « La Description de l'Égypte, un monument éditorial », dans L'Expédition d'Égypte, une entreprise des Lumières, Paris, éditions Tec & Doc, 1999, ص. 297-305

.
- Paul-Marie Grinevald, « Un monument irremplaçable La Description de l'Égypte », dans la revue Plume, n° 42, 2007, ص. 64-68

.
- Paul-Marie Grinevald, « La Description de l’Égypte, trente ans de travaux 1798-1802-1829 », dans Du haut de ces pyramides… L’expédition d’Égypte et la naissance de l’égyptologie (1798-1850), catalogue de l’exposition de La Roche-sur-Yon, 14 décembre 2013-22 mars 2014, Lyon, Fage éditions, 2013, p. 78-93, ill.
- Yves Laissus, Napoléon et l'imprimerie : Description de l'Égypte, bilan scientifique d'une expédition militaire, dans L'Art du livre à l'Imprimerie nationale, Paris, 1973.
- Yves Laissus, L'Égypte, une aventure savante, Paris, Fayard, 1998. 22 cm, 614p., ill
- Yves Laissus, Jomard, le dernier Égyptien, Paris, Fayard, 2004. 22 cm, 654 p.
- A. Monglond, La France révolutionnaire et impériale, Paris, 1957, T. قالب:VIII, col. 268-343
- DVD-Rom Description de l'Égypte, Éd. Harpocrates Publishing, Alexandrie, Égypte, 2005.
- Facsimilé de l'édition impériale en format 45 x 30 cm, planches en couleur, relié en demi cuir, Éditeur Fines Mundi, Sarrebruck, 2007.